# Czesław Musiński
Czesław Musiński (ur. 13 lipca 1930 w Wyszmontowie, zm. 30 września 1974 we Wrocławiu) – polski seryjny i masowy morderca, zwany Krwawym Czesiem lub Bestią z Żar. W latach 1969–1971 zamordował w Żarach 5 osób, w tym 3 dzieci.

## Pierwsza zbrodnia
O młodości Musińskiego, niewiele wiadomo. W 1950 roku, ożenił się, a z małżonką miał dwójkę dzieci. W lipcu 1954 roku został skazany za włamania i odsiedział trzy lata w więzieniu. W 1960 roku porzucił rodzinę, gdyż kobieta miała go zdradzać z bratem Czesława. W 1962 roku uległ poważnemu wypadkowi drogowemu. W 1962 roku poznał Zofię Barską - rozwódkę z córką. Rok później zamieszkali razem w domu przy ulicy Marii Konopnickiej 11 w Żarach. Wkrótce kobieta urodziła mu syna Andrzeja, jednak dziecko zmarło. Musiński o śmierć chłopca obwiniał konkubinę. W 1967 roku urodził się drugi syn pary - Ryszard. Musiński stosował wobec Zofii B. przemoc. Po jednej z kłótni, zaczął rzucać w kobietę podpalonymi szmatami. Musiński molestował seksualnie nastoletnią córkę konkubiny. Dziewczynka bała się przebywać w jego towarzystwie i całe dnie spędzała poza miejscem zamieszkania. 
Do pierwszej zbrodni doszło 1 kwietnia 1969 roku Musiński wrócił do domu będąc pod wpływem alkoholu. Gdy jego konkubina, Zofia to zauważyła, wybuchła awantura. Kobieta usiłowała uderzyć Musińskiego doniczką, ten w odwecie zadał jej serię ciosów młotkiem w głowę. Następnie w ten sam sposób zamordował jej 15-letnią córkę, Elżbietę oraz ich 2-letniego syna, Ryszarda. Jak twierdził, zabił dzieci aby nie musiały wychowywać się bez matki. Następnie rozczłonkował ciała ofiar siekierą i zakopał je w komórce, gdzie hodował króliki. Fragmenty zwłok zakopywał przez trzy dni. Gdy skończył, zalał dziurę betonem. Musiński zatarł wszelkie ślady, umył podłogę i spalił zakrwawione ubrania. Po morderstwie, Musiński rozpuścił plotkę, że kobieta porzuciła go dla kochanka.

## Druga zbrodnia
Trzy miesiące po pierwszej zbrodni, Musiński zaczął się spotykać z Stanisławą D. Kobieta miała syna z poprzedniego związku. Musiński zaangażował się w wychowanie chłopca. Mężczyzna często oskarżał konkubinę o zdradę, choć podejrzenia te nie były uzasadnione. 1 września 1971 roku między parą wybuchła kolejna awantura. Stanisława zaczęła grozić Musińskiemu nożem, ten w odpowiedzi wielokrotnie uderzył ją młotkiem w głowę. Następnie w ten sam sposób zamordował jej 7-letniego syna, Marka. Za pomocą siekiery poćwiartował ciała ofiar i zakopał je w piwnicy. Mężczyzna rozpuścił plotkę, że kobieta pojechała w odwiedziny do rodziny. Musiński miał wielokrotnie schodzić do tej piwnicy, gdzie palił świeczki i modlił się za dusze zamordowanych. 

## Odkrycie zbrodni
Niedługo później na milicję zgłosiła się siostra Zofii B. by zawiadomić o jej zaginięciu. Głównym podejrzanym w tej sprawie stał się Musiński. 24 sierpnia 1972 roku, mężczyzna został aresztowany, niedługo później przyznał się do popełnienia morderstw i wskazał miejsca ukrycia zwłok. Podczas pobytu w areszcie, próbował popełnić samobójstwo, ale odratowano go. W trakcie procesu twierdził, że obie konkubiny zamordował w samoobronie. Jego adwokat próbował przekonać, że mężczyzna jest niepoczytalny, a przyczyną tego miały być obrażenia głowy, które odniósł w wypadku drogowym w 1962 roku. 12 stycznia 1974 roku został skazany na karę śmierci przez powieszenie. Wyrok wykonano 30 września 1974 roku w Areszcie Śledczym we Wrocławiu.

## Ofiary Musińskiego
| L.p. | Ofiara           | Wiek | Data morderstwa |
| ---- | ---------------- | ---- | --------------- |
| 1.   | Zofia Barska     | B.d. | 1 kwietnia 1969 |
| 2.   | Elżbieta Barska  | 15   | 1 kwietnia 1969 |
| 3.   | Ryszard Musiński | 2    | 1 kwietnia 1969 |
| 4.   | Stanisława D.    | B.d. | 1 września 1971 |
| 5.   | Marek H.         | 7    | 1 września 1971 |